# نموذج النقل الهيدرولوجي

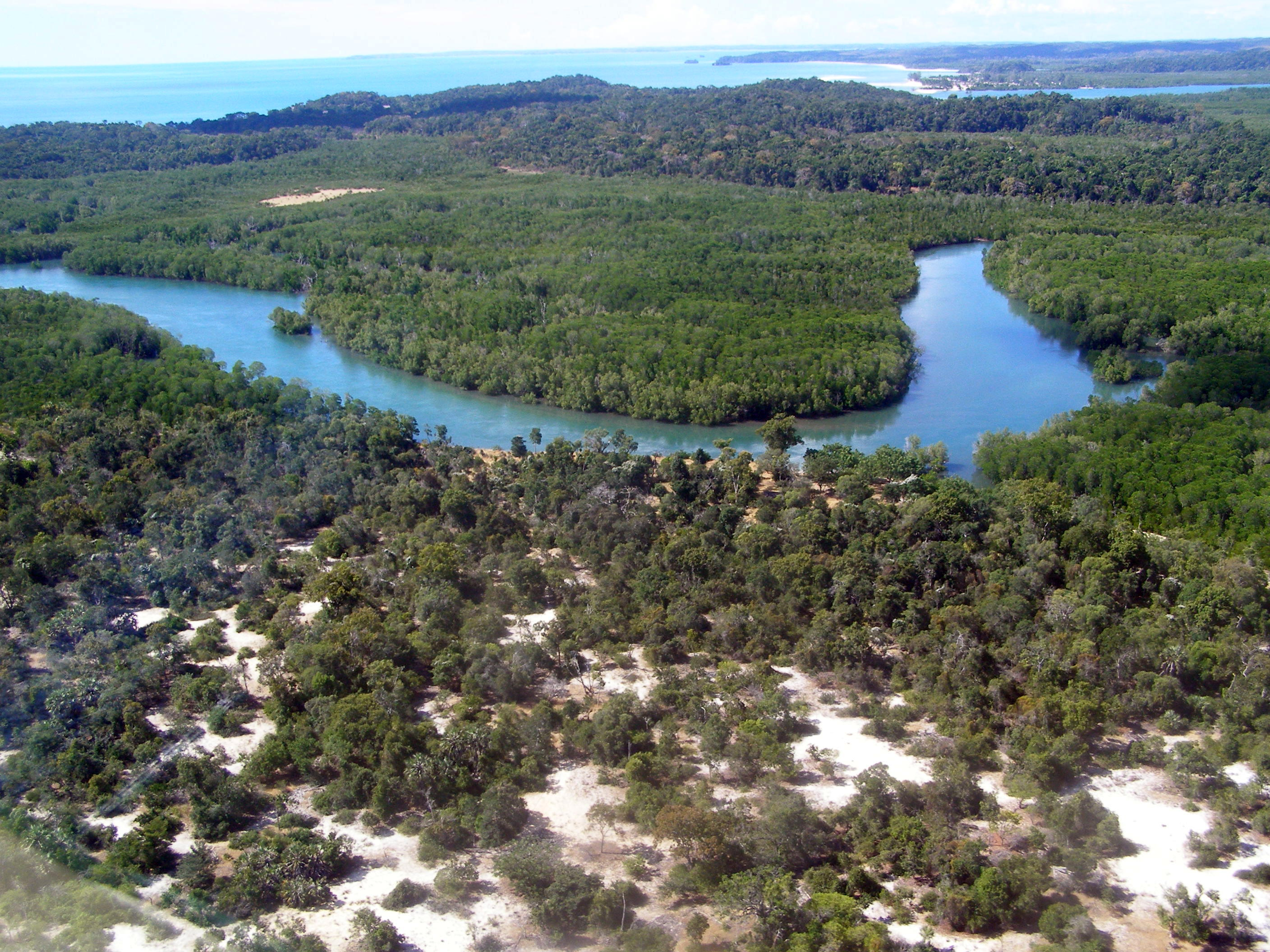
نهر في مدغشقر خالٍ نسبياً من الرواسب

نموذج النقل الهيدرولوجي، هو نموذج رياضي، يستخدم لمحاكاة مؤشرات الأنهار وتدفق التيارات المائية وحساب نوعية المياه. بدأ استخدام هذه النماذج بشكل عام في ستينيات وسبعينيات القرن الماضي، عندما بدأت التشريعات البيئية تتطلب استخدام التنبؤ الرقمي لنوعية المياه. وفي الوقت نفسه، بسبب انتشار الوصولية للكمبيوتر على نطاق واسع. تمت معظم عمليات التطوير لهذا النموذج في الولايات المتحدة والمملكة المتحدة، لكن تم تنقيح الموذج لاحقاً في جميع أنحار العالم.
ثمة العشرات من نماذج النقل المختلفة التي يمكن جمعها بشكل عام حسب تلوث المياه المعرفة ومصادر الملوّثات سواء كانت النماذج في حالة ثابتة أو دينامية والفترة الزمنية المنمذجة. كما أن كون النموذج موزعاً أو لا أمر هام، على سبيل المثال، قد يتم تحديد ملوّث واحد من نقطة تصريف بسيطة إلى المياه. في أكثر النماذج تعقيداً، قد يتم أضافة مدخلات عديدة من المصادر من جريان المياه السطحية إلى ملوثات عديدة وتتم معالجة مواد كيميائية متنوعة وراسب مضاف في بيئة دينامية بما في ذلك طبقات النهر الرأسية والتفاعلات مع الملوثات في حيويات المياه الجارية. إضافة إلى أنه يمكن إضافة مستجمعات المياه الجوفية. يطلق على هذا النموذج «استناداً إلى الخصائص الفيزيائية» إذا كان بالإمكان قياس المؤشرات في الميدان.
غالباً ما تتضمن النماذج وحدات منفصلة لتحديد خطوات عملية المحاكاة. أما الوحدة المشتركة فهي روتين فرعي لحساب الجريان السطحي، ما يسمح بتباين في نوع استخدام الأرض والتربة ونوع الطبوغرافيا والهطول والغطاء النباتي ومماسات إدارة الأراضي (كمعدل وضع السماد). يمكن أن يتوسع مفهوم النمذجة الهيدرولوجية إلى بيئات أخرى كالمحيطات، لكن الشائع استخدامه في مستجمعات مياه الأنهار.